# 대체적 분쟁 해결
대체적 분쟁 해결(代替的 紛爭 解決, 영어: alternative dispute resolution, ADR, external dispute resolution, EDR)은 법원의 소송 이외의 방식으로 이루어지는 분쟁해결방식을 말한다. 미국에서 ADR이 가장 다양하게 논의가 진행되어왔고, 실제로 다양한 활용이 이루어져 왔다.
ADR이란 형식적으로는 법원의 소송 이외의 방식으로 이루어지는 분쟁해결방식을 말하며, 실질적으로는 법원의 판결 형태가 아니라 협상, 화해, 조정, 중재와 같이 제3자의 관여나 직접 당사자간에 교섭과 타협으로 이루어지는 분쟁해결방식을 말한다.
대체적 분쟁 해결은 판결에서 발생하게 되는 감정대립의 문제를 어느 정도 방지할 수 있고, 또한 당사자의 임의 변제를 기대할 수 있기 때문에 집행법상의 문제를 수반하지 않으므로 채권의 종국적 만족이 용이한 장점이 있다. 또한 법원의 업무도 크게 경감하여 법원으로 하여금 나머지 소송사건에 진력할 수 있게 해준다. 미연방대법원은 1984년 분쟁의 해결을 위해 다양한 접근책을 제공하는 ADR 프로그램을 제도화하였으며, 오늘날 소송이 제기되는 사건의 5% 이하만이 판사나 배심원이 있는 법정에 이르고, 대부분이 ADR 절차에 의하여 해결된다고 한다.

## 배경
오늘날, (i) 교통 및 정보통신 수단의 비약적인 발전, (ii) 급속한 경제성장, (iii) 관세 무역 일반 협정에 이은 다자간 무역기구인 세계 무역 기구(WTO)의 출범으로 인하여 국제 무역은 급증하고 있고, 이에 따라 세계무역구조는 글로벌화 되고 있다. 국가 간의 상호의존성의 증대와 경제활동의 국제화 현상에 따른 국제교류가 확대되고, 국제거래도 상품의 유통 뿐만 아니라 국제운송거래 및 국제금융거래, 국제투자거래, 국제기술이전 거래, 국제서비스거래 등 더욱더 그 범위가 확대됨에 따라 국제거래를 둘러 싼 국제분쟁도 빈번해지고, 유형도 복잡하고 다양하게 나타나고 있다. 또한, 이러한 분쟁들이 특수성을 지님에 따라 이에 대한 해결방식 또한 다양해지고 있다.
분쟁을 해결하는 방법 중 법원의 판결을 통하는 것이 가장 전통적이고 궁극적인 방법이라 할 수 있다. 그러나 모든 정치 · 경제 · 사회적인 분쟁을 법원을 통해 해결하려고 하는 것은 절차의 복잡성과 최종판결까지 장기간의 시일이 소요된다는 점 등으로 말미암아 법원에 과중한 부담이 될 뿐만 아니라 변호사 선임료, 감정 · 검증비 등 과도한 비용의 필요로 사회적 비용 및 시간에 있어 비효율적이다. 상사 분쟁으로 한정하여 보더라도, 기존의 소송제도를 이용한 상사분쟁의 해결은 특히 소송상대 기업과 지속적 관계 유지가 힘들다는 점, 분쟁당사자끼리의 자율적 합의를 도출하기 어렵다는 점 등에서 신속하면서도 비용이 적게 드는 자율적인 분쟁해결절차가 필요하게 되었다.

## 화해
화해 계약이란 계약의 하나로서, 일반에서는 보통 "합의를 본다"고 표현한다. 민법 제731조에서 제733조까지에서 화해 계약에 대해 규정하고 있다.

## 중재
중재란 분쟁의 양 당사자가 중재재판관과 중재법률을 모두 계약으로 체결하여, 이 중재 계약에 의해서 분쟁을 해결하는 방식이다. 즉, 국가의 판사가 아니라 양 당사자가 합의하여 선정한 제3자가 재판을 하며, 민법이나 기타 국가의 법률이 아니라, 양 당사자가 합의하여 정한 근거규범으로 재판을 한다. 민간 재판이다.

## 조정
조정이란 분쟁을 법원의 판결에 의하지 않고 조정위원의 권고에 의하여 양당사자가 서로 양보하여 당사자의 합의로서 해결하는 자주적 분쟁해결제도이다. 재판외 분쟁해결방법(ADR:Alternative Dispute Resolution) 중의 하나이다. 최근 한국과 미국 법원에서는 조정제도를 자주 이용하고 있다.
중재가 중재재판관의 판결에 강제적으로 구속되는 데 반해, 조정은 조정재판관이 권고만 한다. 그 권고에 동의할 지 안 할지는 양 당사자의 자유이다. 즉, 조정재판관의 "법적 조언"(Legal Advice)을 참고하여, 당사자가 화해 계약을 체결하는 방식이다.

## ADR 운동
최근 수십 년간 미국법원에서는 민사소송제도에 관련한 다양한 문제가 현재화(顯在化)하여 왔다. 예컨대 개시절차(discovery)의 남용, 소송지연과 소송비용의 고액화, 소제기수의 폭발적 증가(litigation explosion)와 같은 문제가 그것이다.
미국에서는 1960년대에 ADR 운동이 일어났다. 이러한 운동의 결과로 다음과 같은 것들이 밝혀졌다.
- 첫째, 종래 사법제도하에서 법의 조력을 받지 못하던 시민들이 도움을 얻게 되었다.
- 둘째, 당초 우려와는 달리 결코 2류 법률서비스가 아니었다.
- 셋째, 많은 ADR 전문가가 양성되어 새로운 분쟁해결 영역을 개척할 수 있게 되었다.[19]

## 비판
ADR이 국가 전체의 민사분쟁을 해결하는 데 크게 기여하는 것은 인정하나, 이를 너무 강조하여 그 영역을 지나치게 확대하면 국민의 준법정신이나 법치주의의 이념을 퇴색시키고 또한 국민의 재판을 받을 권리를 침해할 염려가 있다는 점에서 공법영역에의 적용은 바람직하지 않다는 주장도 있다.

## 같이 보기
- 민사조정
- 중재

## 참고 문헌
- 반흥식, “소송 외 분쟁해결제도에 관한 연구” , 전북대학교대학원 박사학위논문(1998).